# Могильник (птица)

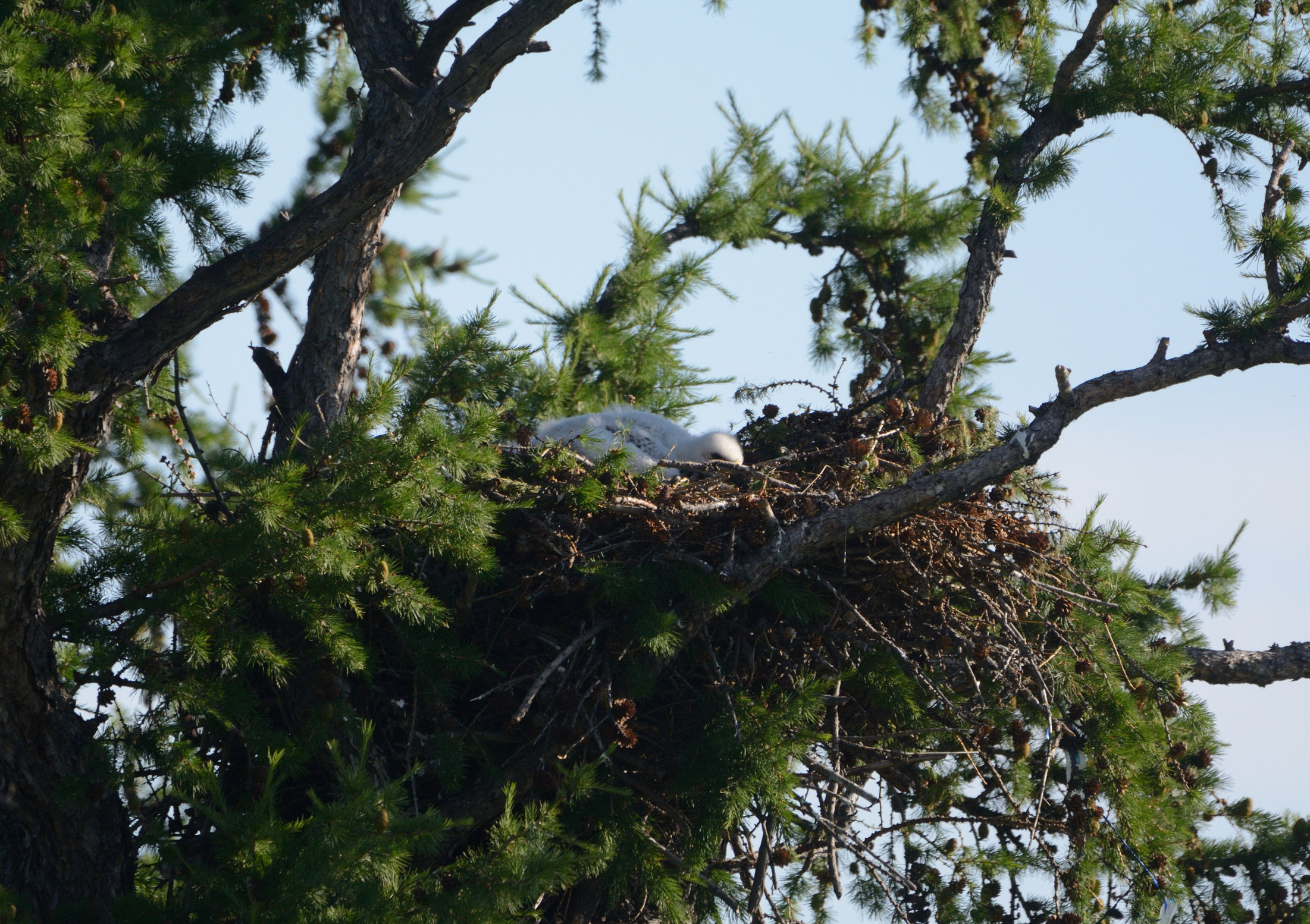
Птенец могильника в гнезде на лиственнице. Россия, Республика Тыва

Моги́льник (лат. Aquila heliaca) — орёл, крупная хищная птица семейства ястребиных. Гнездится в степной и лесостепной полосе Евразии к востоку до Байкала и центральных районов Китая. Населяет открытые пространства с островками леса или отдельно стоящими высокими деревьями. Охотится на среднего размера дичь — сусликов, песчанок, сурков, небольших зайцев, некоторых некрупных птиц.
Популяция с Пиренейского полуострова, которую ранее традиционно рассматривали в качестве одного из подвидов могильника, в настоящее время обычно выделяется в самостоятельный вид испанский могильник (Aquila adalberti). Имеет сходство с беркутом, отличаясь от него меньшими размерами, более тёмной общей окраской оперения и светлой, желтоватого цвета головой.
В начале XIX века могильника в России называли просто «орлом». Название «могильник», по мнению российского писателя и орнитолога Л. Л. Семаго, скорее всего появилось позднее, когда отечественные натуралисты исследовали природу Приаралья и других районов Казахстана, и часто встречали этого орла, сидящим на деревьях возле каменных или саманных мавзолеев. Название прочно закрепилось за птицей, хотя в последние годы часть специалистов выступает за то, чтобы дать виду более благозвучное имя — например, солнечный или императорский орёл (первое является переводом научного латинского названия, второе используется во многих европейских языках). 

## Внешний вид

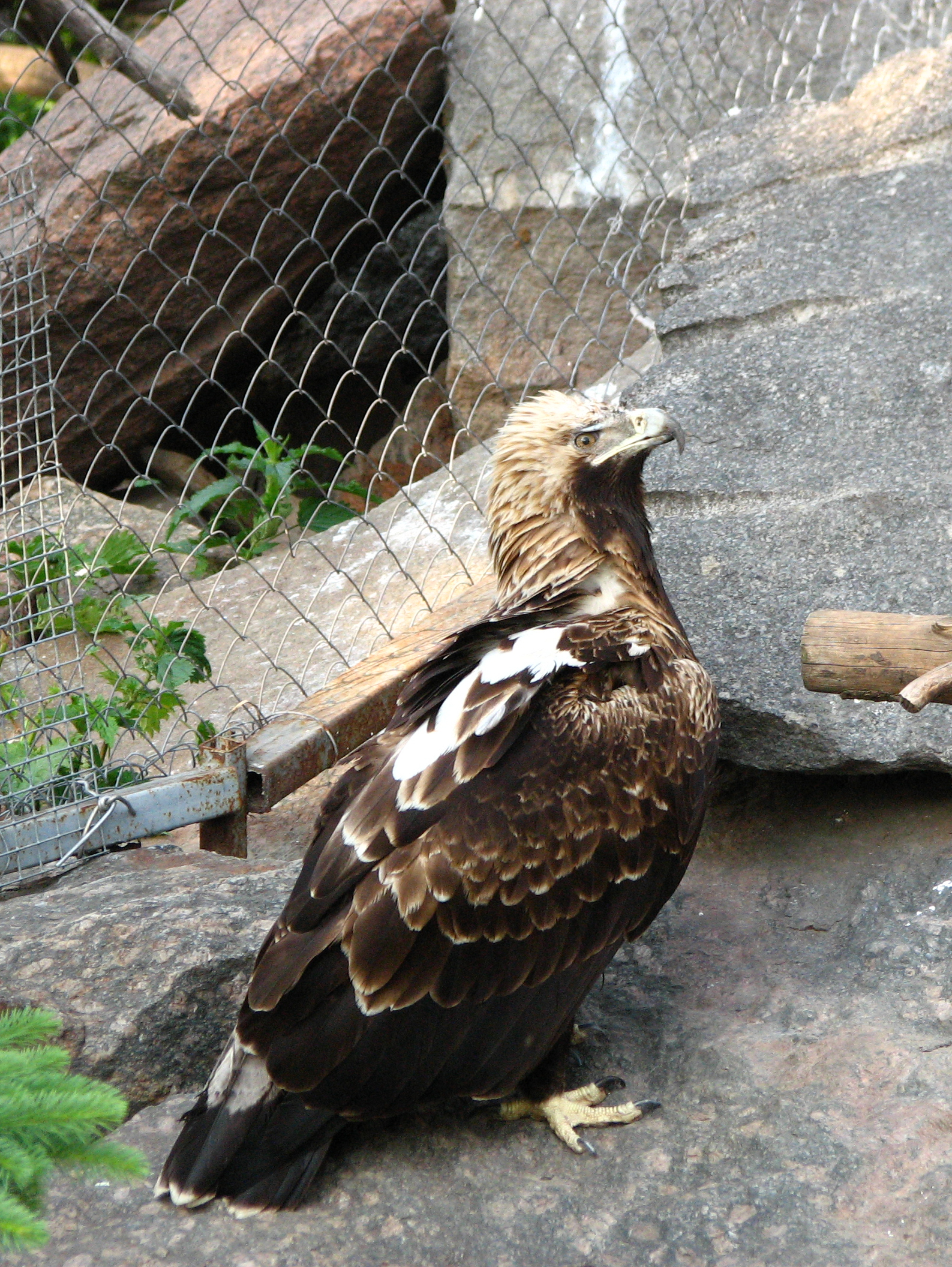
Могильник в Московском зоопарке

Крупная хищная птица с длинными широкими крыльями и достаточно длинным, прямым хвостом. Длина 72—84 см, размах крыльев 180—215 см, масса 2,4—4,5 кг. Чаще всего могильника сравнивают с беркутом, поскольку обе птицы имеют близкое родство и сходство друг с другом, а их ареалы пересекаются. Могильник немного меньше, имеет более короткий и узкий хвост (у беркута хвост клиновидный, веером), и тёмно-бурый, почти чёрный окрас оперения большей части тела — в целом более тёмный, чем у беркута. Однако если у последнего удлинённые перья на зашейке ржавчато-жёлтые, то у могильника заметно более светлые — соломенные. Кроме того, на плечах часто могут быть развиты белые пятна — «эполеты».
У взрослых птиц обоего пола первостепенные маховые сверху чёрные, снизу тёмно-бурые с размытым серым полосатым рисунком на основаниях внутренних опахал. Второстепенные сверху тёмно-бурые, снизу от серовато-бурого до чёрно-бурого, также с неярко выраженной полосатостью. Кроющие крыла снизу на фоне маховых выглядят значительно более тёмными, буро-чёрными. Хвост имеет мраморный рисунок, сочетающий в себе чёрные и серые тона. Окончательный взрослый наряд могильники приобретают только к возрасту 6—7 лет. Годовалые птицы очень светлые — большей частью светло-охристые с тёмными продольными штрихами и тёмно-бурыми маховыми. В последующие годы оперение всё больше темнеет, пока охристые тона не исчезают полностью. Испанский могильник, в зависимости от классификации вид либо подвид, отличается более рыжим и без штрихов оперением у молодых и полувзрослых птиц, и белой каймой по переднему краю крыла у взрослых.
Радужина орехово-бурая либо жёлтая или, у молодых сероватая, клюв синевато-роговой в основании и чёрный на вершине. Восковица, разрез рта и ноги жёлтые, когти синевато-чёрные В полёте перья на концах крыльев расставлены пальцеобразно, полёт птицы парящий, медленный.

### Голос
Достаточно голосистая птица, особенно в сравнении с беркутом и кафрским орлом; наиболее шумно ведёт себя в начале сезона размножения. Голос более глубокий и грубый, чем у беркута. Основной крик — быстрая череда каркающих звуков «крав-крав-крав…» или «каав-каав-каав…», обычно состоящий из 8—10 слогов и отдалённо напоминающий собачий лай. Это крик хорошо слышен на расстоянии 0,5—1 км. Обнаружив на своём участке постороннего хищника, сидящий на гнезде могильник может издать мягкий предостерегающий крик «ко-гок к..к..к» или грубый каркающий крик, напоминающий голос ворона.

## Распространение

### Гнездовой ареал
Редкая, малочисленная птица. Гнездится в пустынной, степной, лесостепной и по южному краю лесной зоны Евразии от Австрии, Словакии и Сербии к востоку до Баргузинской долины, средней части Витимского плоскогорья и долины нижнего Онона. Общая популяция Европы насчитывает не более 950 пар, причём более половины из них, от 430 до 680 пар (данные 2001 г) гнездится на юго-западе России. Более десяти пар отмечено в Болгарии, Венгрии, Грузии, Северной Македонии, Словакии и Украине, ещё в ряде центрально- и восточноевропейских стран гнездятся лишь единицы. За пределами России гнездится в Закавказье, а на территории Азии: в  Малой и Средней, Казахстане, Иране, возможно Афганистане, северо-западной Индии и северной Монголии.

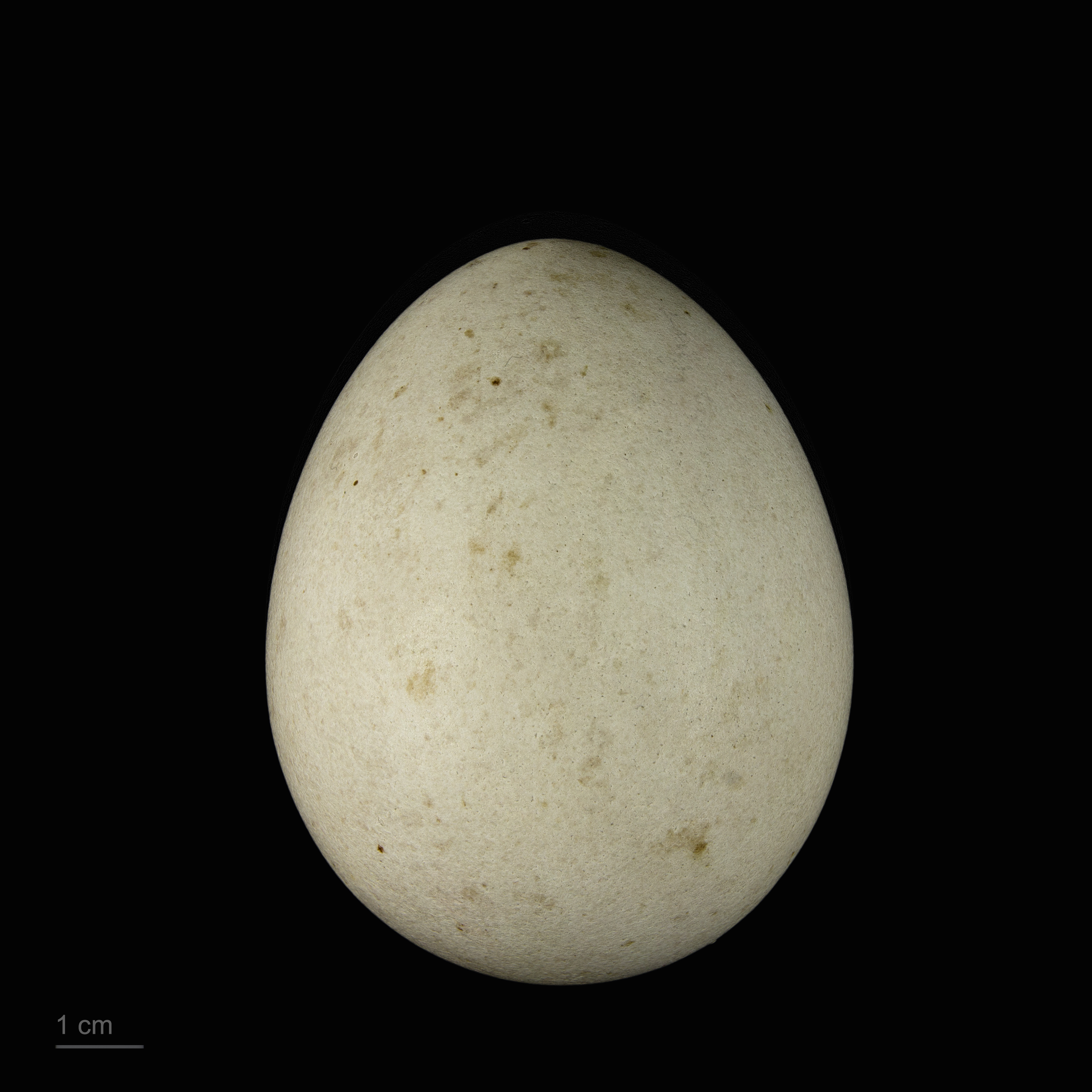
яйцо Aquila heliaca - Тулузский музеум

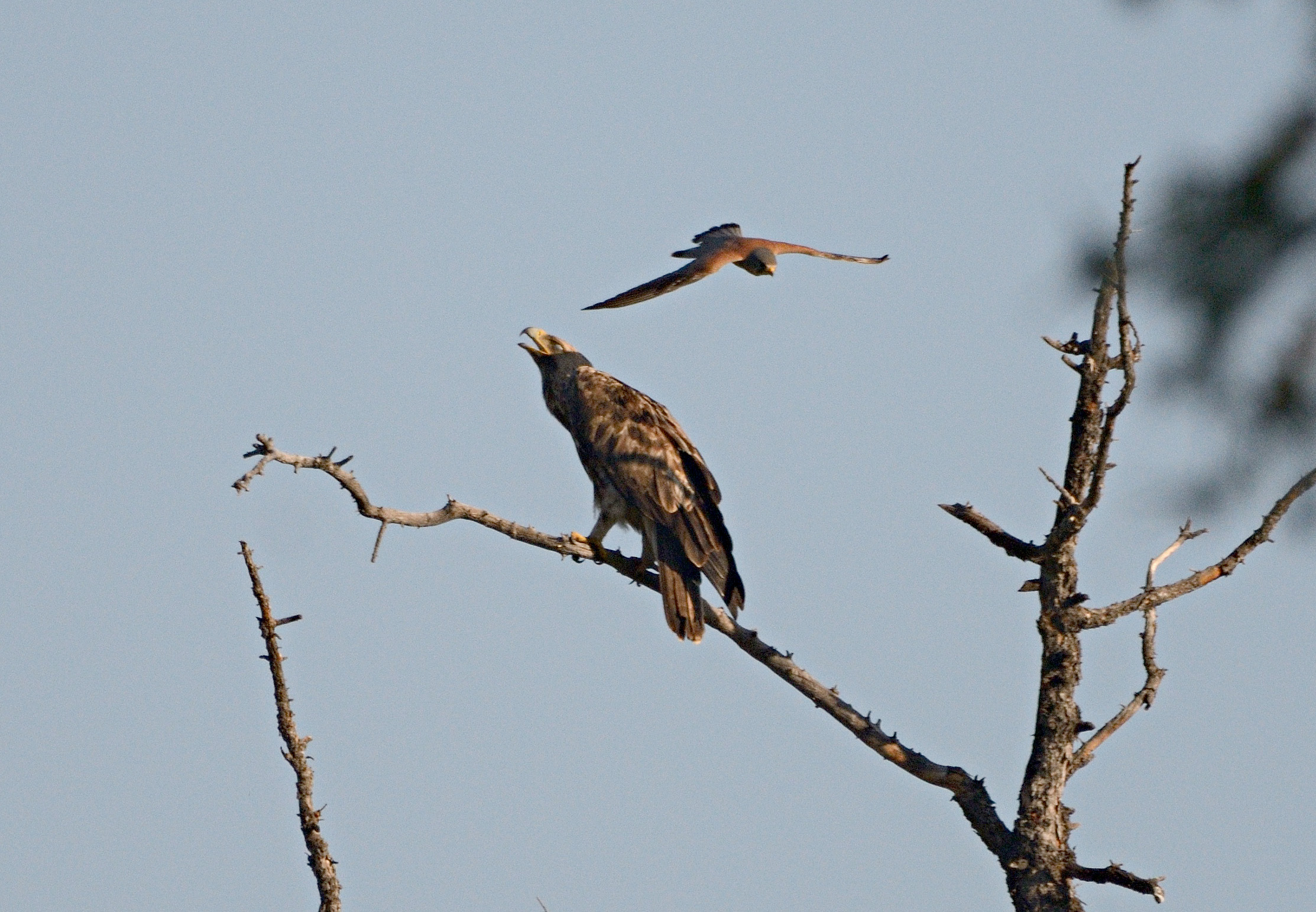
Могильник на своём собственном гнездовом участке подвергается атаке мелкого сокола - пустельги. Хорошо видна Мигательная перепонка. Республика Тыва.

В европейской части России гнездится к югу от долин рек Воронеж (Липецкая область), Цна (Тамбовская область), Пьяна (Нижегородская область), низовьев Суры (Чувашия), района Казани, южной оконечности Пермской области и юга Свердловской области, а также в Предкавказье. Восточнее северная граница ареала проходит по северному Казахстану, вновь возвращаясь в пределы России на территории Новосибирской области и Алтайского края .  В Новосибирской области известны регулярные встречи могильника в гнездовой период на территории Верх-Тарского нефтяного месторождения (Северный район), а также гнездовые участки и жилые гнёзда могильника на территории Болотнинского и Тогучинского районов . 
Восточнее населяет степные и лесостепные районы Красноярского края к востоку до северных отрогов Саян южнее районов Ачинска и Красноярска. Наиболее восточные, изолированные участки гнездовий отмечены в Прибайкалье (Усть-Ордынский Бурятский округ и прилегающие территории Иркутской области и Бурятии) и Забайкалье (Даурия).

### Миграции

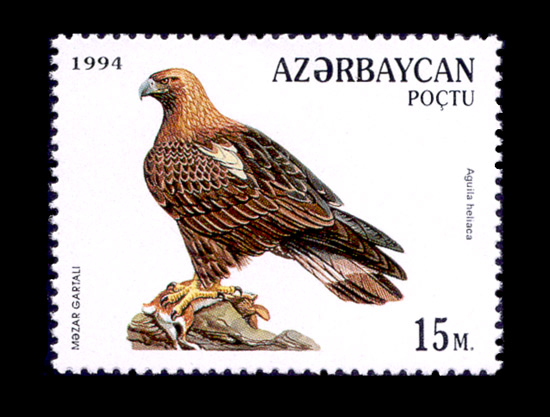
На почтовой марке Азербайджана

В зависимости от района обитания перелётный либо частично перелётный вид. Взрослые птицы из Центральной Европы, Балканского полуострова, Малой Азии и Кавказа ведут оседлый образ жизни, тогда как молодые мигрируют на юг. В более восточных популяциях часть птиц также остаётся в пределах гнездового ареала, но концентрируется в южной его части Остальные перемещаются значительно южнее — в Турцию, в Израиль, Иран, Ирак, Египет, Саудовскую Аравию, Пакистан, Индию, Лаос и Вьетнам.. В Африке отдельные особи достигают Кении. Молодые птицы первыми ещё в августе покидают гнездовья и, как правило, зимуют в более низких широтах. Основная масса улетает на юг с середины сентября до конца октября и возвращается в первой половине апреля.

### Место обитания
Изначально птица исключительно равнинных ландшафтов, во многих районах в результате преследования и культивации земель была вытеснена в горы — места, более типичные для более крупного беркута. Основные гнездовые места обитания — степи, лесостепи, полупустыни, но не полностью открытые, как у степного орла, а с отдельно стоящими высокими деревьями либо островками леса. В Центральной и Восточной Европе гнездится в горных лесах близ открытых пространств на высоте до 1000 м над уровнем моря, а также в степных и используемых в сельском хозяйстве участках с присутствием высоких деревьев или опор линий электропередач. В бассейнах Днепра и Дона населяет лесные опушки, старые вырубки, гари. В Предкавказье и Поволжье селится в степных и полупустынных ландшафтах, а также в лесах, где отдаёт предпочтение местам с пониженным рельефом — долинам рек, балкам, лощинам. Более восточные популяции выбирают традиционные лесостепные, степные и полупустынные ландшафты с древесной растительностью, иногда используемые в сельском хозяйстве. На зимовках выбирает аналогичные биотопы, однако больше связанные с водоёмами.

## Размножение

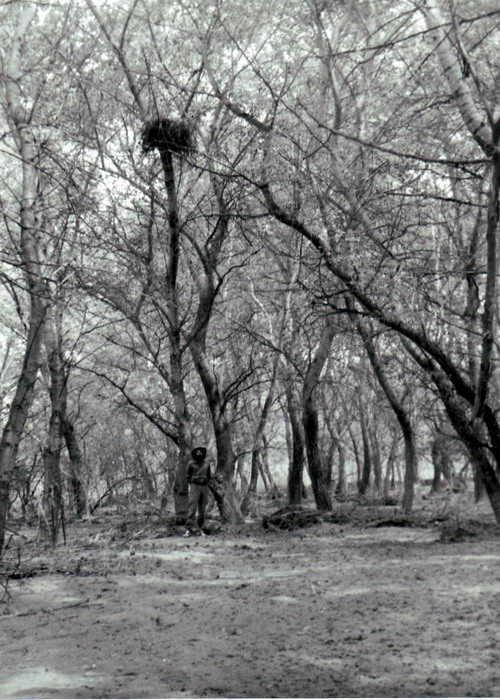
Гнездо могильника в долине реки Алазани (восточная Грузия)

Окончательный взрослый перьевой наряд могильники приобретают только на пятом или шестом году жизни, тогда же в большинстве случаев и приступают к размножению Эти орлы всегда, даже на зимовках, держатся парами, которые сохраняются в течение жизни. Брачное токование самцов начинается на юге Европы в марте, на территории бывшего СССР в конце марта — апреле. В этот период птицы ведут себя очень шумно, в парящем полёте облетая территорию и издавая громкие крики. Нередко самцы, а иногда и самки, совершают волнообразные, так называемые «гирляндовые» виражи, когда парение внезапно сменяется почти отвесным пикированием с наполовину сложенными крыльями и затем таким же вертикальным взлётом на прежнюю высоту. Чередование падений и подъёмов может многократно повторяться, создавая ощущение катания на американских горках, при этом самцы издают громкие гортанные крики. Изредка самки сопровождают самцов в этом «спектакле», однако делают это молча и менее энергично..
Один и тот же гнездовой участок используется постоянно многие годы Пара орлов чаще всего устраивает гнёзда на дереве на высоте 10—25 м над землёй. При их отсутствии может расположить гнездо среди ветвей низкорастущего кустарника, такого как карагана, либо очень редко на небольшой скале. Отдаёт предпочтение сосне, лиственнице, тополю, берёзе, реже гнездится на дубе, ольхе или осине. В отличие от беркута, у которого гнездо обычно находится в средней части кроны, могильник чаще всего выбирает верхнюю её часть, почти вершину. Только в районах с сильными ветрами (например, в Минусинской котловине на юге Сибири) или там, где могильники обосновались относительно недавно (как на Южном Урале), гнездо может быть расположено в средней части кроны — в развилке ствола либо на ответвлении толстой боковой ветви.. Гнёзда, число которых на участке может достигать двух или трёх, строят оба члена пары, однако большей частью самка. Гнёзда используются попеременно в разные годы; по мнению ряда специалистов, это уменьшает количество селящихся в них паразитов — птичьих блох, пухоедов и мошек. Гнездо достаточно крупное (хотя и меньше, чем у беркута) и состоит из большого количества толстых сучьев и веток. Лоток — небольшое углубление в центре гнезда — выстилается мелкими хвойными ветками, корой, конским навозом, в меньшей степени сухой травой, шерстью и разнообразным антропогенным мусором. Гнездящиеся в лесу птицы добавляют в гнездо молодые зелёные ветки — качество, более характерное для беркута. Диаметр только что построенного гнезда в среднем составляет 120—150 см, высота 60—70 см. В последующие годы гнездо заметно увеличивается в размерах, достигая по крайней мере 180—240 см в диаметре и 180 см высоты. В основании старого гнезда часто селятся другие, более мелкие птицы — так, на востоке ареала в почти каждом из них отмечены поселения полевого воробья, а также нередки гнёзда даурской галки или белой трясогузки. В пока ещё пустующем гнезде могут поселиться балобаны, при этом эти соколы ведут себя достаточно агрессивно по отношению к более крупным орлам, выгоняя их из собственного гнезда.
Кладка один раз в год, состоит из 1—3 (чаще всего 2) яиц, отложенных с интервалом в 2—3 дня. В зависимости от района обитания это происходит в период с конца марта по конец апреля или даже начало мая. Скорлупа яиц матовая, грубозернистая; на беловатом фоне видны несколько серых, фиолетовых или тёмно-бурых крапин. Размеры яиц (63—83) х (53—63) мм. В случае потери первоначальной кладки самка может отложить повторно, но уже на новом гнезде. Насиживание начинается с первого яйца и продолжается около 43 дней. Насиживают оба члена пары, хотя большую часть времени в гнезде проводит самка. Птенцы, покрытые белым пухом, появляются асинхронно в том же порядке, что и были отложены яйца. Первую неделю самка проводит в гнезде, обогревая выводок, в то время как самец охотится и приносит добычу. Иногда младший птенец погибает, не выдерживая конкуренции с более старшим и крупным братом или сестрой, однако не так часто, как у беркута или большого подорлика. Примерно в возрасте двух недель у птенцов начинают появляться первые признаки оперения, через 35—40 дней неоперёнными остаются только голова и шея, а через 65—77 дней птенцы поднимаются на крыло. Покинув гнездо, птенцы ещё некоторое время возвращаются к нему, после чего окончательно рассеиваются и отлетают на первую зимовку.

## Питание
Охотится главным образом на мелких и среднего размера млекопитающих — сусликов, полевых мышей, хомяков, водяных полёвок, молодых зайцев и сурков, а также тетеревиных и врановых птиц. Существенную роль в рационе играет падаль — особенно ранней весной, когда грызуны ещё находятся в спячке, а птицы не вернулись с зимовок. В этот период орлы специально облетают места, где могут находиться падшие за зиму животные. Туша овцы, копытного животного или даже собаки могут обеспечить птиц пищей на несколько дней. В редких случаях употребляет в пищу лягушек и черепах.
Добычу, как правило, хватает с поверхности земли, а в случае с птицами иногда на взлёте. В поисках пищи подолгу парит высоко в небе либо караулит, сидя на возвышении.

## Статус и лимитирующие факторы
В Международной Красной книге могильник имеет статус уязвимого вида (категория VU) с возможным продолжающимся сокращением численности. Основные причины деградации — потеря мест, пригодных для гнездовья, вследствие хозяйственной деятельности человека, массовое истребление, гибель на опорах линий электропередач, разорение гнёзд. Кроме того, основная кормовая база орлов — суслики и сурки — в ряде регионов исчезли, что также сказалось на уменьшении количества этих птиц Орёл охраняется Красными книгами России (категория 2), Казахстана и Азербайджана. Он внесён в приложение 1 СИТЕС, приложение 2 Боннской конвенции, приложение 2 Бернской конвенции, а также приложения двусторонних соглашений, заключённых Россией с Индией и КНДР об охране мигрирующих птиц.. С 1990 года в заповеднике Галичья Гора создан питомник по разведению этого орла.